# میراندا (شکسپیر)

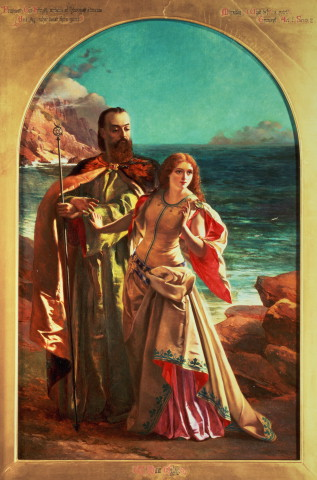
پروسپرو و میراندا اثر ویلیام ما اگلی

میراندا (به انگلیسی: Miranda) (mi-RAN-də) یکی از شخصیت‌های اصلی در نمایش‌نامه طوفان (ح. ۱۶۱۱) اثر شکسپیر است. میراندا دختر زیبای پروسپر و دوک میلان بود
میراندا تنها شخصیت زنی است در هنگام اجرای نمایش بر روی صحنه ظاهر می‌شود و همچنین تنها یکی از سه زنی که در نمایش‌نامه به آن اشاره شده است
میراندا نامی است که در اصل ریشه‌ای لاتین دارد به معنی "شایسته تحسین"